# Crypturellus boucardi
O inhambu-de-peito-azulado ou inambu-de-peito-azulado (Crypturellus boucardi) é uma espécie de ave pertencente à família Tinamidae e que habita florestas do México e América Central. Era considerada uma subespécie de Crypturellus erythropus.